# 博讷府邸
博讷府邸（Hôtel de Beaune）是法国巴黎的一座法式府邸，建于18世纪，位于巴黎第六区的观测孔路（rue du Regard）7 号、拉斯帕伊大道70号。现在为国家所有。
博讷府邸建于约1728年，位于原加尔默罗会地块，靠近加尔默罗会神学院。
1825-1826年，浪漫主义作家弗朗索瓦-勒内·德·夏多布里昂曾居住于此。1830年至1841年，元帅克洛德·维克托-佩兰居住于此。。
1926年，该建筑列为法国历史遗迹。.

## 画廊

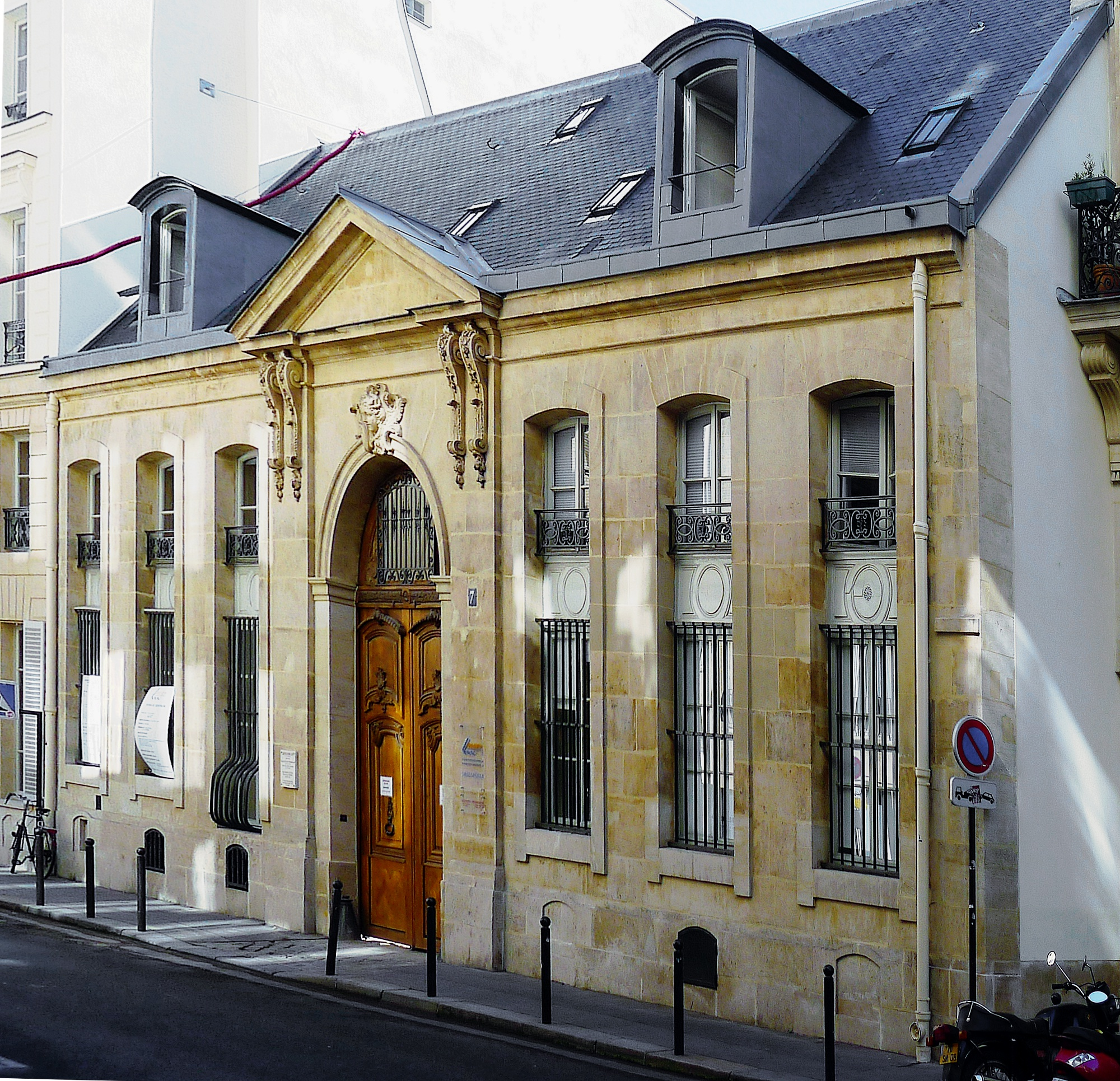
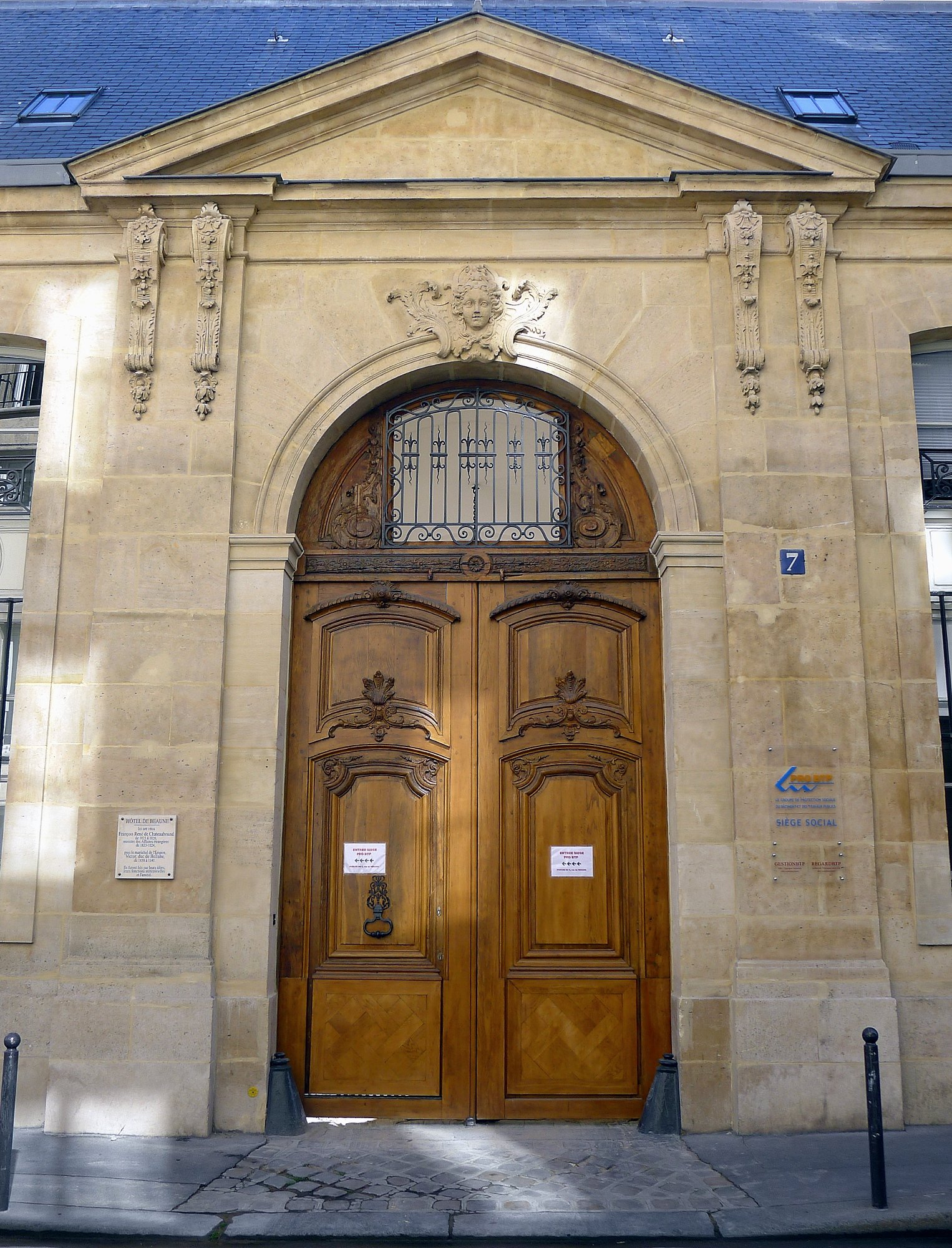
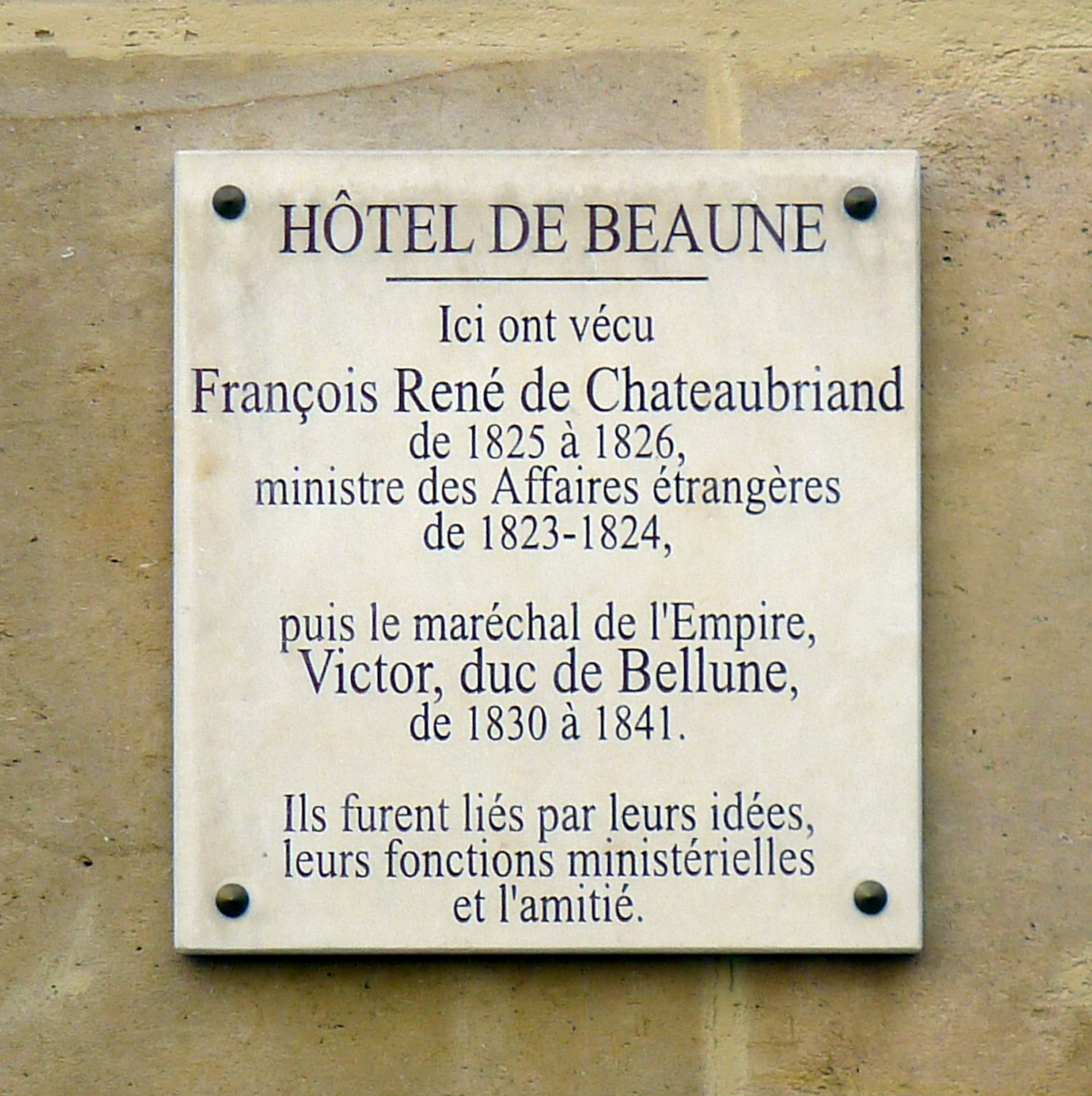
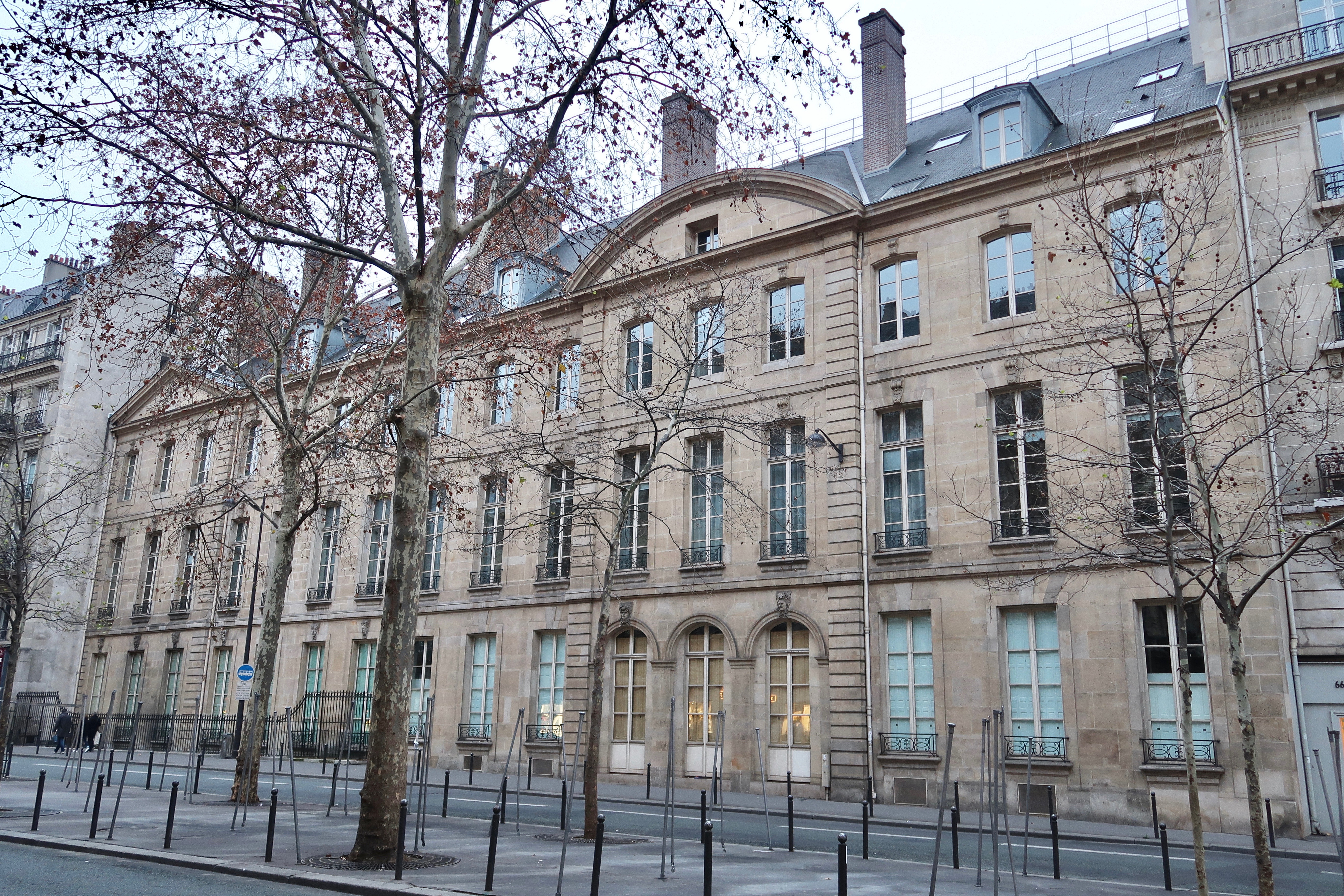